# Makedonska radiotelevizija
Makedonska radiotelevizija (makedonsky Македонска радиотелевизија), zkráceně MRT (makedonsky МРТ) je makedonská veřejnoprávní rozhlasová a televizní společnost. Byla založena v roce 1993 Valným shromážděním republiky Makedonie. Ze zákona je definována jako služba, která vyrábí a vysílá rozhlasové a televizní programy všech žánrů, které by měly splňovat veřejné, kulturní, vzdělávací a rekreační potřeby obyvatel Severní Makedonie.

## Historie
Makedonský rozhlas začal vysílat 28. prosince 1944, pod názvem Radio Skopje, kdy živě vysílal druhé zasedání Antifašistického shromáždění pro národní osvobození Makedonie. Toto datum je oslavováno jako den MRT.
Den 14. prosinec 1964 je oficiálně považován za začátek makedonské televize (dříve Televize Skopje).
V roce 1993 byl Makedonský rozhlas a televize oddělen od sdružení jugoslávského rozhlasového a televizního vysílání. V červenci 1993 byl MRT přijat jako právoplatný aktivní člen Evropské vysílací unie. Protože Makedonie s Řeckem vedla spor o pojmenování "Makedonie", bylo MRT přijato pouze pod zkratkou MKRT.
S přijetím nového vysílacího zákona dne 24. dubna 1997 byl Makedonský rozhlas a televize rozdělen do dvou částí: Macedonian radio-diffusion a Macedonian Radio-Television. Podle paragrafu 77 vysílacího zákona, 61% vybraných daní z vysílání patří Makedonskému rozhlasu a televizi.

## Televize

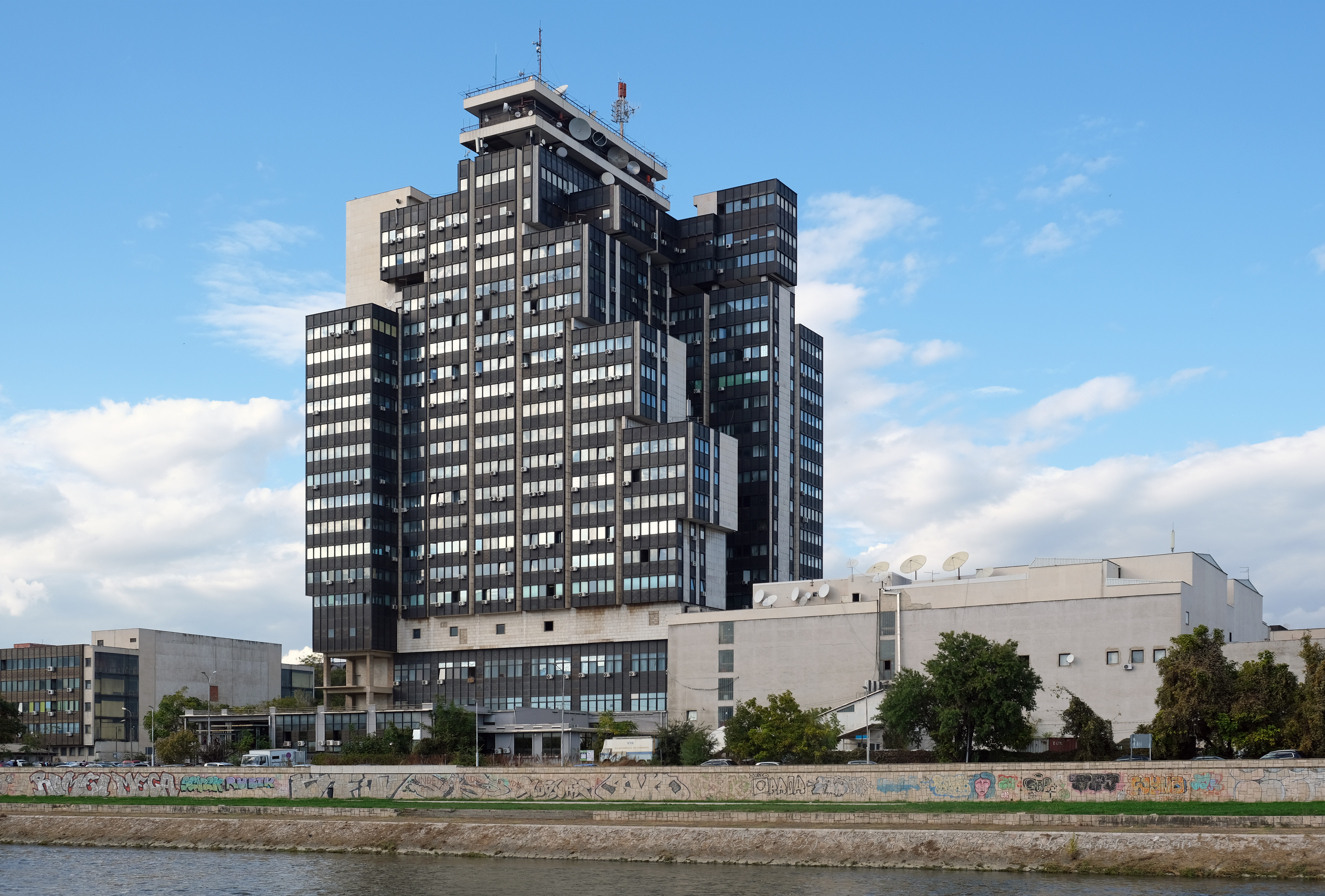
Budova MRT ve Skopje

- MRT 1 vysílá nepřetržitě 24 hodin denně.

- MRT 2 vysílá programy pro národnostní menšiny v Makedonii. Vysílá programy v albánštině, turečtině, srbštině, romštině, valaštině a bosenštině.

- MRT 3

- MRT 4

- MRT 5

- MRT sobraniski kanal byl založena v roce 1991 jako experimentální kanál, ale nyní vysílá to, co se děje na shromáždění republiky Makedonie.

- MRT Sat začal vysílat v roce 2000 a vysílá nepřetržitě 24 hodin, jde o výběr z programů MRT. Stanice vysílá také v Austrálii a na Novém Zélandu přes satelit Optus D2.

- MRT 2 Sat

## Rozhlas
- Makedonsko radio 2

- Makedonsko radio 3

- Makedonsko radio Sat